# Haarlemmerzet

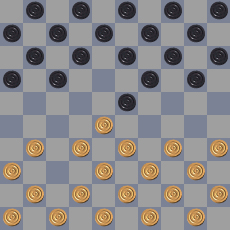
diagram 1

De Haarlemmerzet is een standaardcombinatie die bij het dammen een belangrijke rol speelt. De bekendste variant van de Haarlemmerzet is al na twee zetten mogelijk, te weten na de openingszetten 32-28 (18-23) 37-32?? (zie diagram 1) alsook na 33-28 (18-22) 39-33?? (zie diagram 2). In beide gevallen kan zwart twee schijven winnen.
In feite zijn de twee witte foutzetten in zuiver strategisch opzicht helemaal niet verkeerd. Om die reden wordt de Haarlemmerzet ook wel groenzet genoemd. Bijna iedere beginnende dammer is op deze wijze weleens 'ontgroend' bij een damclub.

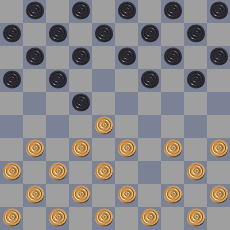
diagram 2